# Redukcja lew
Redukcja lew, w rozgrywce brydżowej manewr polegający na oddaniu jednej lub więcej lewy aby zapewnić warunki możliwe do zaistnienia przymusu.  Jeżeli rozgrywający planuje rozgrywkę na przymus pojedynczy to musi stracić tyle lew aby w ręce pozostała mu tylko jedna karta przegrywająca.  Istnieje także grupa przymusów które nie wymagają przeprowadzenia redukcji lew, tzw. przymusy bezredukcyjne.
|   |           | ♠     | 3 2   |   |          |
| ♥ | A K 6     |       |       |   |          |
| ♦ | A D 7 2   |       |       |   |          |
| ♣ | A K D 5   |       |       |   |          |
| ♠ | D W 10 8  | NW ES | NW ES | ♠ | K 9 7 6  |
| ♥ | 3 2       | NW ES | NW ES | ♥ | W 10 9 8 |
| ♦ | 6 5       | NW ES | NW ES | ♦ | W 10 9 8 |
| ♣ | 9 8 7 4 3 | NW ES | NW ES | ♣ | 2        |
|   |           | ♠     | A 5 4 |   |          |
| ♥ | D 7 5 4   |       |       |   |          |
| ♦ | K 4 3     |       |       |   |          |
| ♣ | W 10 6    |       |       |   |          |

S rozgrywa kontrakt 6BA po ataku damą pik.  Rozgrywający zdobędzie 12 lew jeżeli przynajmniej jeden z kolorów czerwonych podzieli się 3-3 albo jeżeli w przypadku podziału 4-2, czterokartowe longery będą się znajdowały w ręce jednego obrońcy.  W momencie rozpoczęcia rozgrywki po pierwszym wiście rozgrywający ma 13 kart, 11 lew wygrywających i 2 przegrywające nie zachodzi więc podstawowy warunek przymusu - rozgrywający chce zdobyć 12 lew, ma więc o jedną przegrywającą za dużo.  Jeżeli weźmie pierwszą lewę asem pik kontrakt nie będzie mógł być zrealizowany, jeżeli jednak przepuści pierwszą lewę (czyli przeprowadzi redukcję lew) to niezależnie od dalszych poczynań obrońców rozgrywający po zagraniu czterech trefli ustawi gracza na pozycji E w przymusie.